# Chaulakharka
Chaulakharka (en népalais : चौलाखर्क) est un comité de développement villageois du Népal situé dans le district de Solukhumbu. Au recensement de 2011, il comptait 2 012 habitants.